# Alix (prénom)
Pour les articles homonymes, voir Alix.
Alix est un prénom français, à l'origine féminin mais qui est désormais épicène (prénom mixte). 

## Étymologie
C'est une variante d'Alice, de l'ancien français Alis, forme populaire basée sur la latinisation Adelaidis, issue du germanique Adalhaid, fondé sur les éléments adal qui signifie « noble » et haid qui signifie « lande », mais encore heid ou haidu qui signifie « de nature, d'apparence », qui a par ailleurs donné la forme savante Adélaïde.

## Occurrence
En 2022, 29 280 Françaises et 7 879 Français portent ce prénom. L'année record d'attribution pour les filles est 2022 avec 1 487 naissances. Pour les garçons, c'est 2006 avec 232 naissances.

## Fête et saint patron
- Alix de Schaerbeek (XIIIe siècle), moniale belge. Aussi connue sous le nom d'Adélaïde, cistercienne à la Cambre. Fête le 11 juin[6].
- Alix Le Clerc (XVIe siècle), religieuse du sud de la Lorraine, à Remiremont, à l'origine de la première école gratuite pour filles, sous la direction de Pierre Fourier avec lequel elle fonda une congrégation toujours active. Elle a été béatifiée en 1947 et est fêtée le 9 janvier[6].

## Variantes
On rencontre les variantes Alixe, Alixia et Alixiane.

## Personnalités
- Alix de France (1003-après 1063), épouse de Renaud Ier, comte de Nevers
- Alix de Jérusalem (1110-1151), princesse d'Antioche, fille de Baudouin II, roi de Jérusalem
- Alix de Champagne (1140-1206), épouse de Louis VII, roi de France
- Alix de Lorraine (1145-1200), épouse de Hugues III, duc de Bourgogne
- Alix de France (1151-1198), épouse de Thibaud V, comte de Blois, régente
- Alix de France (1160-1221), épouse de Guillaume II, comte de Ponthieu
- Alix de Vergy (1182-1251), deuxième épouse du duc Eudes III, duc de Bourgogne.
- Alix de Champagne (1195-1246), épouse de Hugues Ier, roi de Chypre
- Alix de Thouars (1200-1221), duchesse de Bretagne, épouse de Pierre Mauclerc
- Alix de Bourgogne (1251-1290), comtesse d'Auxerre
- Alix Le Clerc (1576-1622), religieuse béatifiée en 1947
- Alix Faviole (1621-1670), actrice également connue sous le nom de Mlle Des Œillets
- Alexandra de Danemark dite Alix (1844-1925), épouse d'Édouard VII, empereur des Indes et roi du Royaume-Uni
- Alix de Hesse-Darmstadt (1872-1918), épouse du tsar Nicolas II de Russie
- Alix Barton dite Madame Grès (1903-1993), de son véritable nom Germaine Émilie Krebs
- Alix Combelle (1912-1978), saxophoniste français
- Alix d'Unienville (1918-2015), résistante française durant la Seconde Guerre mondiale
- Alix de Luxembourg (1929-2019), princesse douairière de Ligne
- Alix Renaud (1945-2021), écrivain québécois
- Alix de Saint-André (1955-), journaliste et écrivain française
- Alix Mathurin dit Kery James (1977-), rappeur franco-haïtien
- Alix Poisson (1979-), actrice française
- Alix Battard (1985-), journaliste belge
- Alix Bénézech (1989-), actrice française

## Personnages de fiction
- Alix, héros masculin vivant dans l'Antiquité dans la bande dessinée Alix de Jacques Martin.
- Alix de Stermaria, vicomtesse bretonne dans À la recherche du temps perdu de Marcel Proust.
- Alix Kubdel, personnage secondaire de Miraculous : Les aventures de Ladybug et de Chat Noir. Collégienne de quinze ans, du style garçon manqué, jolie, émotive, rebelle et énergique, elle est la fille du conservateur du Louvre. Elle reçoit une montre ancestrale de son père (qui se veut être un miraculous). Elle sera la future porteuse du miraculous du lapin.